# Phim đôi bạn

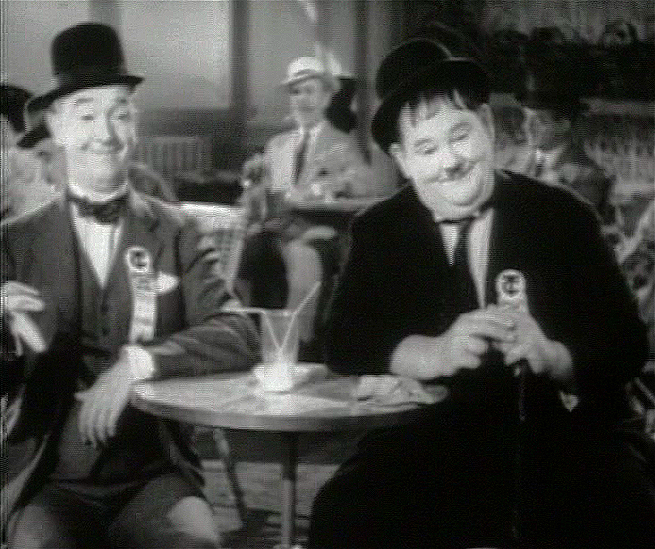
Buddy film là bộ phim hài về 2 nhân vật nam

Buddy film là một thể loại phim trong đó vai chính thường là hai người bạn thân cùng giới (trước đây trong điện ảnh thường là nam giới) đóng chung với nhau. Hai người này thường có sự tương phản trong tính cách, điều này tạo nên sự đặc biệt khi ở trên màn ảnh. Sự tương phản tính cách nhân vật đôi khi được nhấn mạnh bởi một sự khác biệt giữa hai dân tộc. Thể loại buddy film này phổ biến trong điện ảnh Mỹ, không giống như một số thể loại phim khác, nó đã trải qua nhiều thế kỷ với các cặp khác nhau và chủ đề khác nhau.

## Lịch sử
Buddy film phổ biến tại rạp chiếu phim của điện ảnh Mỹ hơn các nước phương Tây khác, trong khi tất cả có xu hướng tập trung vào các mối quan hệ lãng mạn nam-nữ hoặc một nam nhân "anh hùng". Nhà phê bình phim David Thomson nhận xét: "buddy film hiếm thấy ở phim Anh và phim Pháp, bạn sẽ không thấy ba người Anh cư xử theo cách người Mỹ, họ vui vẻ khi hợp tác với người đàn ông khác". Trước đây, các nhân vật Huck Finn và Tom Sawyer của tác giả Mark Twain thế kỷ 19 của Mỹ cũng đã xuất hiện sự liên kết này, như "một cậu bé tốt kết hợp với cậu bé xấu", cũng như Huck Finn và Nô lệ Jim trong năm 1884, tiểu thuyết "Những cuộc phiêu lưu của Huckleberry Finn" của Twain. Phim hành động thế kỷ 20 tại Mỹ thường đặc trưng các cặp nhân vật nam giới cộng tác cùng nhau như đồng nghiệp.

### Mối quan hệ Nam-nam
Một bộ buddy film là sự ghép nối của hai người cùng giới, trong lịch sử nhân loại. Một tình bạn giữa hai người là mối quan hệ quan trọng trong một bộ phim. Hai người thường đến từ nguồn gốc khác nhau hoặc có tính cách khác nhau, và họ có xu hướng hiểu lầm nhau. Thông qua các sự kiện của bộ buddy film, họ có được một tình bạn mạnh mẽ hơn và tôn trọng lẫn nhau. Buddy film thường xuyên đối phó với cuộc khủng hoảng của nam giới, đặc biệt liên quan đến giai cấp, chủng tộc và giới tính trong xã hội, hoặc mối quan hệ của "đôi bạn" được xen vào bởi một nhân vật nữ (xinh đẹp) như một động lực để phát triển nên tính cách của nhân vật "đôi bạn" trong phim mà khi đến đoạn kết, sau sự chia rẽ, họ bắt chặt tay trong sự thông cảm sâu sắc tình bạn, và mối quan hệ nam nữ của các nhân vật bị mờ nhạt trước tình bạn nam-nam này.

## Các phim theo thể loại trên

### Phim Mỹ
- Phim 1982: 48 Hrs. với Nick Nolte và Eddie Murphy
- Phim 1987: Lethal Weapon với Mel Gibson và Danny Glover
- Phim 1987: Stakeout với Richard Dreyfuss và Emilio Estevez
- Phim 1987: Planes, Trains and Automobiles với Steve Martin và John Candy
- Phim 1988: Red Heat với Arnold Schwarzenegger và James Belushi
- Phim 1988: Midnight Run với Robert De Niro và Charles Grodin
- Phim 1989: Lethal Weapon 2 với Mel Gibson và Danny Glover
- Phim 1989: Tango & Cash với Sylvester Stallone và Kurt Russell
- Phim 1990: Another 48 Hrs. với Nick Nolte và Eddie Murphy
- Phim 1990: The Rookie với Clint Eastwood và Charlie Sheen
- Phim 1991: The Last Boy Scout với Bruce Willis và Damon Wayans
- Phim 1991: The Hard Way với James Woods và Michael J. Fox
- Phim 1992: Lethal Weapon 3 với Mel Gibson và Danny Glover
- Phim 1995: Bad Boys với Will Smith và Martin Lawrence
- Phim 1995: Die Hard with a Vengeance với Bruce Willis và Samuel L. Jackson
- Phim 1997: Men in Black với Tommy Lee Jones và Will Smith
- Phim 1997: Double Team với Jean-Claude Van Damme và Dennis Rodman
- Phim 1998: Lethal Weapon 4 với Mel Gibson và Danny Glover
- Phim 1998: Giờ cao điểm Thành Long và Chris Tucker
- Phim 1999: Wild Wild West với Will Smith và Kevin Kline
- Phim 2000: Trưa Thượng Hải với Thành Long và Owen Wilson
- Phim 2002: Bad Boys 2 với Will Smith và Martin Lawrence
- Phim 2002: Men in Black 2 với Tommy Lee Jones và Will Smith
- Phim 2002: Showtime với Robert De Niro và Eddie Murphy